# Giải thưởng giải trí MBC
Giải thưởng giải trí MBC (tiếng Hàn: MBC 방송연예대상; Hanja: -放送演藝大賞) là một lễ trao giải của Hàn Quốc được tổ chức hàng năm và được tài trợ bởi MBC. Lễ trao giải kéo dài khoảng 140 phút và được trình chiếu thành hai phần trên MBC. Buổi lễ được tổ chức vào cuối mỗi năm.

## Dẫn chương trình
| Năm  | Hosts                                                | Ref.  |
| ---- | ---------------------------------------------------- | ----- |
| 2001 | Kim Yong-man, Lee Kyeong-shil, Kim Gook-jin          |       |
| 2002 | Lee Kyung-kyu, Park Kyung-lim                        |       |
| 2003 | Park Soo-hong, Kim Jung-hwa                          |       |
| 2004 | Park Soo-hong, Kim Won-hee                           |       |
| 2005 | Jeong Ji-yeong, Hyun Young, Kim Je-dong              |       |
| 2006 | Lee Kyung-kyu, Hyun Young                            |       |
| 2007 | Lee Hyuk-jae                                         |       |
| 2008 | Lee Hyuk-jae                                         |       |
| 2009 | Lee Hyuk-jae                                         |       |
| 2010 | Park Mi-sun, Lee Kyeong-shil                         |       |
| 2011 | Yoon Jong-shin, Park Ha-sun                          |       |
| 2012 | Kang Ho-dong, Kwanghee, Kang So-ra                   |       |
| 2013 | Gim Gu-ra, Kim Su-ro, So Yi-hyun                     |       |
| 2014 | Gim Seong-ju, Park Hyung-sik, Kim Sung-ryung         |       |
| 2015 | Gim Seong-ju, Gim Gu-ra, Han Chae-ah                 | [ 1 ] |
| 2017 | Kim Hee-chul, Yang Se-hyung, Han Hye-jin             | [ 2 ] |
| 2018 | Jun Hyun-moo, Seungri (Big Bang), Hyeri (Girl's Day) | [ 3 ] |

## Lịch sử của những người chiến thắng

### Giải thưởng MBC Broadcasting lớn trong lĩnh vực hài (1990–1994)
| Năm  | Người chiến thắng |
| ---- | ----------------- |
| 1990 | Joo Byung-jin     |
| 1991 | Lee Kyung-kyu     |
| 1992 | Lee Kyung-kyu     |
| 1993 | Lee Hong-ryeol    |
| 1994 | Lee Kyung-shil    |

### MBC Hài Daesang (1995–2000)
| Năm  | Người chiến thắng |
| ---- | ----------------- |
| 1995 | Lee Kyung-kyu     |
| 1996 | Kim Gook-jin      |
| 1997 | Lee Kyung-kyu     |
| 1998 | Kim Gook-jin      |
| 1999 | Seo Kyung-seok    |
| 2000 | Kim Yong-man      |

### Giải thưởng giải trí MBC (2001–nay)
| Lần # | Năm  | Giải thưởng lớn (Daesang) | Chương trình                                                                    |
| ----- | ---- | ------------------------- | ------------------------------------------------------------------------------- |
| 1     | 2001 | Park Kyung-lim            |                                                                                 |
| 2     | 2002 | Kim Yong-man              |                                                                                 |
| 3     | 2003 | Kim Yong-man              |                                                                                 |
| 4     | 2004 | Lee Kyung-kyu             |                                                                                 |
| 5     | 2005 | Lee Kyung-kyu             |                                                                                 |
| 6     | 2006 | Yoo Jae-suk               | Infinite Challenge                                                              |
| 7     | 2007 | Lee Soon-jae              | Gia đình là số một                                                              |
| 7     | 2007 | Infinite Challenge        | Infinite Challenge                                                              |
| 8     | 2008 | Kang Ho-dong              | The Knee-Drop Guru                                                              |
| 9     | 2009 | Yoo Jae-suk               | Infinite Challenge                                                              |
| 10    | 2010 | Yoo Jae-suk               | Infinite Challenge                                                              |
| 11    | 2011 | I Am a Singer             | I Am a Singer                                                                   |
| 12    | 2012 | Park Myeong-su            | Infinite Challenge, I Am a Singer (Mùa 2), Indulge in Comedy                    |
| 13    | 2013 | Bố ơi! Mình đi đâu thế?   | Bố ơi! Mình đi đâu thế?                                                         |
| 14    | 2014 | Yoo Jae-suk               | Infinite Challenge                                                              |
| 15    | 2015 | Kim Gu-ra                 | King of Mask Singer, Radio Star, My Little Television, Quiz to Change the World |
| 16    | 2016 | Yoo Jae-suk               | Infinite Challenge                                                              |
| 17    | 2017 | Jun Hyun-moo              | I Live Alone                                                                    |
| 18    | 2018 | Lee Young-ja              | Omniscient Interfering View                                                     |
| 19    | 2019 | Park Na-rae               | I Live Alone, Where Is My Home                                                  |
| 20    | 2020 | Yoo Jae-suk               | Hangout with Yoo                                                                |
| 21    | 2021 | Yoo Jae-suk               | Hangout with Yoo                                                                |

### Giải thưởng chương trình hay nhất
| Lần # | Năm  | Giải thưởng chương trình hay nhất                                        |
| ----- | ---- | ------------------------------------------------------------------------ |
| 1     | 2001 | —                                                                        |
| 2     | 2002 | —                                                                        |
| 3     | 2003 | Nonstop 4 (Giải thưởng lựa chọn hay nhất của người xem)                  |
| 4     | 2004 | Exclamation Point (Giải thưởng lựa chọn hay nhất của người xem)          |
| 5     | 2005 | —                                                                        |
| 6     | 2006 | Infinite Challenge (Giải thưởng chương trình hay nhất)                   |
| 7     | 2007 | Infinite Challenge (Giải thưởng chương trình hay nhất)                   |
| 8     | 2008 | Infinite Challenge (Giải thưởng lựa chọn hay nhất của Giám đốc sản xuất) |
| 9     | 2009 | Infinite Challenge (Giải thưởng lựa chọn hay nhất của người xem)         |
| 10    | 2010 | Quiz to Change the World (Giải thưởng chương trình hay nhất)             |
| 11    | 2011 | I Am a Singer (Chương trình giải trí hay nhất trong năm)                 |
| 12    | 2012 | Radio Star (Chương trình giải trí hay nhất trong năm)                    |
| 13    | 2013 | Infinite Challenge (Giải thưởng lựa chọn của người xem hay nhất)         |
| 14    | 2014 | Infinite Challenge (Chương trình giải trí hay nhất trong năm)            |
| 15    | 2015 | Infinite Challenge (Chương trình giải trí hay nhất trong năm)            |
| 16    | 2016 | Infinite Challenge (Chương trình giải trí hay nhất trong năm)            |
| 17    | 2017 | I Live Alone (Chương trình giải trí hay nhất trong năm)                  |
| 18    | 2018 | I Live Alone (Chương trình giải trí hay nhất trong năm)                  |

### Giải thưởng xuất sắc hàng đầu
| Lần # | Năm  | Chương trình tạp kỹ                          | Phim hài/Sitcom                             | Nhạc/Talk Show              | Radio                         |
| ----- | ---- | -------------------------------------------- | ------------------------------------------- | --------------------------- | ----------------------------- |
| 1     | 2001 | Lee Kyung-kyu                                | Choi Yang-rak Yang Dong-geun Park Kyung-lim |                             |                               |
| 2     | 2002 | Kang Ho-dong (Match Made in Heaven)          | Kim Kyung-Sik Jeong Da-bin                  |                             |                               |
| 3     | 2003 | Kim Yong-man Yoo Jae-suk                     | Jeong Jun-ha                                |                             |                               |
| 4     | 2004 | Kim Yong-man Lee Kyung-kyu                   | Han Ye-seul                                 |                             |                               |
| 5     | 2005 | Lee Yoon-seok Park Hee-jin (diễn viên hài)   | Kim Jae-dong Kim Won-hee                    |                             |                               |
| 6     | 2006 | Park Myeong-su Jo Hye-ryun                   | Jung Sung-ho Jung Sun-hee                   |                             |                               |
| 7     | 2007 | Kim Jae-dong Cho Hyoung Ki                   | Na Moon-hee                                 |                             |                               |
| 8     | 2008 | Lee Hwi-jae Park Mi-sun                      | Lee Moon-sik Yoon Hae-young                 |                             |                               |
| 9     | 2009 | Gim Gu-ra Lee Kyeong-shil                    | Jeong Bo-seok Park Mi-sun                   |                             |                               |
| 10    | 2010 | Park Myeong-su Jo Hye-ryun                   | Kim Sung-soo Song Ok-sook                   |                             |                               |
| 11    | 2011 | Yoo Jae-suk Park Mi-sun                      | Kim Kap-soo Yoon Yoo-sun                    |                             |                               |
| 12    | 2012 | Yoon Jong-shin Park Mi-sun                   | —                                           |                             |                               |
| 13    | 2013 | Park Mi-sun Jeong Hyeong-don Kim Su-ro       | —                                           |                             |                               |
| 14    | 2014 | Seo Kyung-seok Jeong Jun-ha                  | —                                           | Kim Gook-jin Yoon Jong-shin |                               |
| 15    | 2015 | Haha Kim Young-chul Kim So-yeon Han Chae-ah  | —                                           | Gim Seong-ju                |                               |
| 16    | 2016 | Jeong Jun-ha Lee Guk-joo                     | —                                           | Gim Seong-ju                | Bae Cheol-soo                 |
| 17    | 2017 | Park Myeong-su Park Na-rae                   | —                                           | Kim Gook-jin                | Park Joon-hyung Jung Kyung-mi |
| 18    | 2018 | Cha In-pyo Han Hye-jin Lee Si-eon Song Eun-i |                                             | Yoon Jong-shin              | Kim Shin-young                |

### Giải thưởng xuất sắc nhất
| Lần # | Năm  | Chương trình tạp kỹ                                       | Phim hài/Sitcom                                | Nhạc/Talk Show               | Radio                        |
| ----- | ---- | --------------------------------------------------------- | ---------------------------------------------- | ---------------------------- | ---------------------------- |
| 1     | 2001 | So Yoo-jin                                                | Go Myung-hwan Moon Cheon-sik Jo In-sung        |                              |                              |
| 2     | 2002 | Yoon Jung-soo                                             | Seo Chun-hwa Choi Min-yong                     |                              |                              |
| 3     | 2003 | Park Soo-hong Yoon Jung-soo                               | Kim Hak-do                                     |                              |                              |
| 4     | 2004 | Kim Won-hee Lee Yun-seok                                  | Go Myung-hwan Kim Mi-yeon                      |                              |                              |
| 5     | 2005 | Noh Hong-chul Jung Ryeo-won                               | Jeong Hyeong-don Jo Jeong-rin                  |                              |                              |
| 6     | 2006 | Haha Hyun Young                                           | Jeon Hwan-kyu Kim Wan-ki Park Hae-mi Kim Se-ah |                              |                              |
| 7     | 2007 | Kim Gu-ra Hyun Young                                      | Jo Won-seok Um Ki-joon Yang Hui-seong          |                              |                              |
| 8     | 2008 | Shin Jung-hwan Jeong Hyeong-don Seo In-young Sol Bi       | Choo Dae-yeop Ryu Kyung-jin                    |                              |                              |
| 9     | 2009 | Kim Ji-seon Im Ye-jin Noh Hong-chul                       | Choi Eun-kyung Yoon Jong-shin                  |                              |                              |
| 10    | 2010 | Kim Hyun-chul Kim Shin-young                              | Choi Yeo-jin Lee Kyu-han                       |                              |                              |
| 11    | 2011 | Kim Tae-won Park So-hyun                                  | Yoon Kye-sang Park Ha-sun                      |                              |                              |
| 12    | 2012 | Kim Na-young Yoo Se-yoon                                  | Kim Soo-hyun Kim Wan-ki                        |                              |                              |
| 13    | 2013 | So Yi-hyun Lee So-yeon Sung Dong-il Kim Kwang-kyu         | Choi Seol-ah Hong Ga-ram                       |                              |                              |
| 14    | 2014 | Ra Mi-ran Hong Jin-young Park Gun-hyung Jun Hyun-moo      | —                                              | Cho Kyuhyun Park Seul-gi     |                              |
| 15    | 2015 | Kim Dong-wan Jung Gyu-woon Hwang Seok-jeong Kim Hyun-sook | —                                              | Hwang Je-seong Kim Yeon-woo  |                              |
| 16    | 2016 | Park Na-rae Heo Kyung-hwan                                | —                                              | Solbi Yoo Young-suk          | Kim Shin-young Kim Hyun-chul |
| 17    | 2017 | Henry Lau Yang Se-hyung Han Jin                           | —                                              | Kim Hyun-cheol Park Han-byul | Yiruma Seo Kyung-seok        |
| 18    | 2018 | Kian84 Kim Jae-hwa Park Sung-kwang                        |                                                | Cha Tae-hyun Kim So-hyun     | Jung Seon-hee Kim Je-dong    |

### Giải thưởng Ngôi sao mới
| Lần # | Năm  | Người chiến thắng | Chương trình         |
| ----- | ---- | ----------------- | -------------------- |
| 14    | 2014 | Yook Joong-wan    | I Live Alone         |
| 14    | 2014 | Fabien            | I Live Alone         |
| 14    | 2014 | Kangnam           | I Live Alone         |
| 15    | 2015 | Kwak Si-yang      | We Got Married       |
| 15    | 2015 | Joy               | We Got Married       |
| 15    | 2015 | Park Choa         | My Little Television |

### Giải thưởng người mới xuất sắc nhất
| Lần # | Năm  | Chương trình tạp kỹ                                   | Phim hài/Sitcom                                             | Show/Sitcom    | Nhạc/Talk Show            | Radio                               |
| ----- | ---- | ----------------------------------------------------- | ----------------------------------------------------------- | -------------- | ------------------------- | ----------------------------------- |
| 1     | 2001 |                                                       | Son Heon-su Jung Hye-young                                  |                |                           |                                     |
| 2     | 2002 | Sung Yu-ri                                            | Lee Jin                                                     |                |                           |                                     |
| 3     | 2003 | Kim Je-dong Jo Jeong-rin                              | Bae Chil-su Bong Tae-gyu Kim Mi-yeon                        |                |                           |                                     |
| 4     | 2004 | Noh Hong-chul Han Ji-hye                              | Kang Kyung-joon Park Seul-gi                                |                |                           |                                     |
| 5     | 2005 | Boom EX                                               | Lee Kyun Kim Wan-ki Kim Mi-jin Kang Eun-bi                  |                |                           |                                     |
| 6     | 2006 | Charles Oh Sang-jin Kim Sae-rom                       | Kim Cheol-min Kim Ju-cheol Kim Mi-ryeo Kim Ju-yeon          |                |                           |                                     |
| 7     | 2007 | All Lise Band Park Shin-hye                           | Jung Il-woo Oh Jeong-tae Park Min-young Lee Guk-joo         |                |                           |                                     |
| 8     | 2008 | Yoo Se-yoon Lee Seung-shin                            | Hwang Je-seong Jeong Jae-yong Seong Eun-chae Cheon Su-jeong |                |                           |                                     |
| 9     | 2009 | Uee Hwang Jung-eum Gil Kim Yong-jun                   | Shin Se-kyung Hwang Jung-eum Kim Kyung-jin Choi Daniel      |                |                           |                                     |
| 10    | 2010 | Gain Jo Kwon                                          | Yoon Doo-joon Krystal                                       |                |                           |                                     |
| 11    | 2011 | Kim Heechul Hahm Eun-jung                             | Go Young-wook Jeong Myeong-ok                               |                |                           |                                     |
| 12    | 2012 | Park Eun-ji Yoon Se-ah Hwang Kwanghee Cho Kyuhyun     | Yoo Mi-seon Jung So-min Kim Doo-young Yim Si-wan            |                |                           |                                     |
| 13    | 2013 | Park Hyung-sik Sam Hammington Kim So-hyun Jeong Yu-mi | Do Dae-woong Maeng Seung-ji Park Hyeon-jeong                |                |                           |                                     |
| 14    | 2014 | Song Jae-rim Henry Lau Lee Hyeri Kim Yura             |                                                             |                |                           |                                     |
| 15    | 2015 | Sleepy Yook Sungjae Amber Liu Seo Yu-ri               |                                                             |                | Kim Hyun-seok Park Na-rae |                                     |
| 16    | 2016 | Lee Si-young Park Chan-ho                             |                                                             |                | Shin Go-eun Han Dong-geun | Kangta Park Soo-hong                |
| 17    | 2017 | Lee Si-eon Han Chae-young                             |                                                             | Kai Seol In-ah |                           | Moon Cheon-sik Jeong Yu-mi          |
| 18    | 2018 | Gamst Hwasa Kang Daniel                               |                                                             |                | Mina Seungkwan            | Ahn Young-mi Choi Wook Yang Yo-seob |

### Giải thưởng Rating
| Lần # | Năm  | Chương trình               |
| ----- | ---- | -------------------------- |
| 14    | 2014 | Real Men - Tập nữ đặc biệt |

### Giải thưởng của Giám đốc sản xuất
| Lần # | Năm  | Giải Giám đốc sản xuất                          |
| ----- | ---- | ----------------------------------------------- |
| 1     | 2001 | không                                           |
| 2     | 2002 | không                                           |
| 3     | 2003 | Kim Hyun-chul MC Mong Joo Young-hoon            |
| 4     | 2004 | MC Mong Jo Hye-ryun Park Soo-hong Yoon Jung-soo |
| 5     | 2005 | Kim Yong-man Jo Hye-ryun                        |
| 6     | 2006 | Jo Hyung-ki                                     |
| 7     | 2007 | Lee Kyung-kyu Kim Yong-man                      |
| 8     | 2008 | Thử thách cực đại (Infinite Challenge)          |
| 9     | 2009 | Yoo Jae-suk                                     |
| 10    | 2010 | không                                           |
| 11    | 2011 | Yoon Jong-shin Kim Won-hee                      |
| 12    | 2012 | Yoo Jae-suk                                     |
| 13    | 2013 | Kim Sung-joo Seo Kyung-seok                     |
| 14    | 2014 | Haha Jung Woong-in                              |
| 15    | 2015 | Radio Star                                      |
| 16    | 2016 | Kim Gu-ra                                       |
| 17    | 2017 | Đội King of Mask Singer                         |
| 18    | 2018 | Đội Real Man 300                                |

### Giải Biên kịch của năm
| Lần # | Năm  | Chương trình                              | Radio                             |
| ----- | ---- | ----------------------------------------- | --------------------------------- |
| 1     | 2016 | Lee Ae-young Real Men                     | Park Geum-sun Women's Time        |
| 2     | 2017 | Lee Kyung-ha I Live Alone                 | Lee Yoon-yong Two O'clock Hurray! |
| 3     | 2018 | Yeo Hyun-jeon Omniscient Interfering View | —                                 |

### Giải thưởng nghệ sĩ xuất sắc nhất
| Lần # | Năm  | Chương trình            | Nhạc/Talk Show | Sitcom                    |
| ----- | ---- | ----------------------- | -------------- | ------------------------- |
| 1     | 2018 | Sung Hoon Yoo Byung-jae | Lee Sang-min   | Kwon Yu-ri Shin Dong-wook |

### Giải đồng đội xuất sắc nhất
| Lần # | Năm  | Chương trình                  |
| ----- | ---- | ----------------------------- |
| 1     | 2014 | I Live Alone                  |
| 2     | 2015 | Real Men (Phiên bản nữ lần 3) |
| 3     | 2016 | King of Mask Singer           |
| 4     | 2017 | Wizard of Nowhere             |
| 5     | 2018 | Curious Husband's Get Away    |

### Giải cặp đôi đẹp nhất
| Lần # | Năm  | Cặp đôi                                                  |
| ----- | ---- | -------------------------------------------------------- |
| 1     | 2013 | G-Dragon & Jeong Hyeong-don (Chọn bởi người xem)         |
| 2     | 2014 | Song Jae-rim & Kim So-eun                                |
| 3     | 2015 | Yook Sung-jae & Joy                                      |
| 4     | 2016 | Eric Nam & Solar                                         |
| 5     | 2017 | Kian84 & Park Na-rae                                     |
| 6th   | 2018 | Park Sung-kwang & Lim Song (Quản lý của Park Sung-kwang) |

### Giải đặc biệt
| Lần # | Năm  | Chương trình                      | Talk Show/Nhạc | Ca sĩ       |
| ----- | ---- | --------------------------------- | -------------- | ----------- |
| 1     | 2016 | Jun Hyun-moo                      | Yoon Jong-shin | Ha Hyun-woo |
| 2     | 2017 |                                   | Sohyang        |             |
| 3     | 2018 | Đội Welcome, First Time in Korea? |                |             |

### Giải nổi tiếng
| Lần # | Năm  | Người chiến thắng |
| ----- | ---- | --- |
| 1     | 2015 | Oh Min-suk & Kang Ye-won |
| 2     | 2016 | Yang Se-hyung Cao Lu & Jo Se-ho Han Hye-jin |
| 3     | 2017 | P.O Han Eun-jung |
| 4     | 2018 | Im Song (Quản lý của Park Sung-kwang) Kang Hyun-seok (Quản lý của Lee Seung-yoon) Song Sung-ho (Quản lý của Lee Young-ja) Yoo Gyu-seon (Quản lý của Yoo Byung-jae) |

### Giải MC
| Lần # | Năm  | Người chiến thắng                       |
| ----- | ---- | --------------------------------------- |
| 1     | 2016 | Baek Ji-young Sung Si-kyung Yoo Se-yoon |
| 2     | 2017 | Lee Sang-min Lee Jae-eun                |
| 3     | 2018 | Gim Seong-ju                            |

### Giải thưởng ngôi sao của năm
| Lần # | Năm  | Người chiến thắng                          | Chương trình   |
| ----- | ---- | ------------------------------------------ | -------------- |
| 13    | 2013 | Taemin Son Na-eun Jung Joon-Young Yoon Han | We Got Married |

### Giải thưởng nghệ sĩ của năm
| Lần # | Năm  | Người chiến thắng                               |
| ----- | ---- | ----------------------------------------------- |
| 1     | 2018 | Gim Gu-ra Jun Hyun-moo Lee Young-ja Park Na-rae |

## Rating
| Lần # | Thời gian                 | AGB Nielsen                   | AGB Nielsen                   |
| Lần # | Thời gian                 | Toàn quốc                     | Vùng thủ đô Seoul             |
| ----- | ------------------------- | ----------------------------- | ----------------------------- |
| 1     | ngày 29 tháng 12 năm 2001 | 16.8% (Phần 1) 15.7% (Phần 2) | 18.0% (Phần 1) 16.9% (Phần 2) |
| 2     | ngày 29 tháng 12 năm 2002 | 23.6% (Phần 1) 22.5% (Phần 2) | 24.8% (Phần 1) 23.7% (Phần 2) |
| 3     | ngày 29 tháng 12 năm 2003 | 27.5% (Phần 1) 26.4% (Phần 2) | 28.7% (Phần 1) 27.6% (Phần 2) |
| 4     | ngày 29 tháng 12 năm 2004 | 11.9% (Phần 1) 10.8% (Phần 2) | 13.2% (Phần 1) 12.1% (Phần 2) |
| 5     | ngày 29 tháng 12 năm 2005 | 16.1% (Phần 1) 15.0% (Phần 2) | 17.3% (Phần 1) 16.2% (Phần 2) |
| 6     | ngày 29 tháng 12 năm 2006 | 17.7% (Phần 1) 17.3% (Phần 2) | 18.3% (Phần 1) 17.8% (Phần 2) |
| 7     | ngày 29 tháng 12 năm 2007 | 22.4% (Phần 1) 22.1% (Phần 2) | 23.4% (Phần 1) 22.5% (Phần 2) |
| 8     | ngày 29 tháng 12 năm 2008 | 21.1% (Phần 1) 20.6% (Phần 2) | 22.2% (Phần 1) 21.5% (Phần 2) |
| 9     | ngày 29 tháng 12 năm 2009 | 22.4% (Phần 1) 24.0% (Phần 2) | 23.9% (Phần 1) 25.5% (Phần 2) |
| 10    | ngày 29 tháng 12 năm 2010 | 17.7% (Phần 1) 13.2% (Phần 2) | 18.8% (Phần 1) 14.4% (Phần 2) |
| 11    | ngày 29 tháng 12 năm 2011 | 16.6% (Phần 1) 15.5% (Phần 2) | 18.0% (Phần 1) 17.3% (Phần 2) |
| 12    | ngày 29 tháng 12 năm 2012 | 9.8% (Phần 1) 13.1% (Phần 2)  | 10.2% (Phần 1) 13.9% (Phần 2) |
| 13    | ngày 29 tháng 12 năm 2013 | 13.7% (Phần 1) 15.2% (Phần 2) | 15.4% (Phần 1) 16.9% (Phần 2) |
| 14    | ngày 29 tháng 12 năm 2014 | 13.6% (Phần 1) 14.4% (Phần 2) | 15.2% (Phần 1) 16.6% (Phần 2) |
| 15    | ngày 29 tháng 12 năm 2015 | 13.1% (Phần 1) 13.5% (Phần 2) | 13.5% (Phần 1) 13.7% (Phần 2) |
| 16    | ngày 29 tháng 12 năm 2016 | 11.8% (Phần 1) 11.1% (Phần 2) | 11.8% (Phần 1) 11.2% (Phần 2) |
| 17    | ngày 29 tháng 12 năm 2017 | 9.9% (Phần 1) 12.1% (Phần 2)  | 9.5% (Phần 1) 11.9% (Phần 2)  |
| 18    | ngày 29 tháng 12 năm 2018 | 14.4% (Phần 1) 18.3% (Phần 2) | 14.5% (Phần 1) 18.8% (Phần 2) |